# Frégate (Seychellen)
Frégate, gelegentlich auch Frigate genannt, ist eine Insel im Indischen Ozean und gehört zu den granitischen „Inner Islands“ der Seychellen. Die Insel liegt 55 km östlich von Mahé, der Hauptinsel der Seychellen.
Der französische Entdecker Lazare Picault gab der Insel ihren Namen nach den dort lebenden Fregattvögeln. Die tropisch bewachsene Insel hat eine Fläche von 2,19 km². Die höchste Erhebung der Insel, der Mount Signal, hat eine Höhe von 125 m. Auf der Insel befinden sich 16 Villen, die weitgehend touristisch genutzt werden. Die Insel ist im Besitz des deutschen Industriellen Otto Happel.

## Geographie
- Karte mit allen Koordinaten:
- OSM |
- WikiMap

Frégate weist folgende benannte Strände auf, in der Reihenfolge des Uhrzeigersinns, beginnend im Norden (Anse ist französisch für eine kleine Bucht):
| Strand             | Koordinaten                       |
| ------------------ | --------------------------------- |
| Anse Bambous       | 04° 34′ 45,4″ S, 055° 56′ 28,5″ O |
| La Cour Beach      | 04° 34′ 54,1″ S, 055° 56′ 40,1″ O |
| Anse Marina        | 04° 35′ 06,7″ S, 055° 56′ 49,8″ O |
| Harbour Beach      | 04° 34′ 12,3″ S, 055° 56′ 53,6″ O |
| Anse Park          | 04° 35′ 24,3″ S, 055° 56′ 50,4″ O |
| Anse Coup de Poing | 04° 35′ 32,9″ S, 055° 56′ 43,0″ O |
| Anse Felix         | 04° 35′ 32,9″ S, 055° 56′ 21,5″ O |
| Grand Anse         | 04° 35′ 18,6″ S, 055° 56′ 07,3″ O |
| Anse Victorin      | 04° 34′ 51,2″ S, 055° 56′ 07,2″ O |
| Anse Macquereau    | 04° 34′ 46,4″ S, 055° 56′ 16,3″ O |

## Flora und Fauna
Die Insel ist mit Bäumen der Art Calophyllum inophyllum, Kaschubaum (Cashew) und indischen Mandelbäumen bewachsen. Auf Frégate leben unter anderem Aldabra-Riesenschildkröten und der stark gefährdete, äußerst seltene Seychellendajal. Die Bauarbeiten für die Errichtung der Hotelanlagen wurden vollständig von Naturschützern überwacht, um sicherzustellen, dass der Bestand an Seychellendajalen keinen Schaden nimmt.